# Dares ulula
Dares ulula är en insektsart som först beskrevs av John Obadiah Westwood 1859.  Dares ulula ingår i släktet Dares och familjen Heteropterygidae. Inga underarter finns listade i Catalogue of Life.